# Trehøjsdysse
Der Trehøjsdysse ist eine megalithische Grabanlage der jungsteinzeitlichen Nordgruppe der Trichterbecherkultur im Kirchspiel Ferslev in der dänischen Kommune Frederikssund.

## Lage
Das Grab liegt östlich von Rendebæk und südlich des Waldgebiets Sømer Skov auf einem Feld. In der näheren Umgebung gibt bzw. gab es zahlreiche weitere megalithische Grabanlagen.

## Forschungsgeschichte
In den Jahren 1873 und 1942 führten Mitarbeiter des Dänischen Nationalmuseums Dokumentationen der Fundstelle durch. 1874 und 1890 wurden Zeichnungen des Grabes angefertigt. Eine weitere Dokumentation erfolgte 1989 durch Mitarbeiter der Forst- und Naturbehörde.

## Beschreibung
Die Anlage besitzt eine runde Hügelschüttung, über deren Größe leicht abweichende Angaben vorliegen. Der Bericht von 1873 nennt einen Durchmesser von 12 m, der Bericht von 1942 einen Durchmesser von 14 m. Eine steinerne Umfassung ist nicht zu erkennen.
Die Grabkammer ist als Urdolmen anzusprechen. Sie ist ostsüdost-westnordwestlich orientiert und hat einen rechteckigen Grundriss. Sie hat eine Länge von 1,3 m, eine Breite von 1,1 m und eine Höhe von 1,4 m. Die Kammer besteht aus drei Wandsteinen, die mit den glatten Seiten nach innen zeigen. Die Ostsüdostseite ist offen. Auf den Wandsteinen ruht ein Deckstein.